# Gabriel García Reyes
Gabriel Ramón García Reyes (Montevideo, 4 de octubre de 1973) es un exfutbolista uruguayo. Se desempeñaba en la posición de delantero centro. Su último equipo fue el Tacuarembó Fútbol Club de la Primera División de Uruguay.

## Trayectoria
Ha jugado en Santa Fe y Atlético Huila de Colombia, Club Deportivo Maldonado y Liverpool de Uruguay, FBC Melgar y Sporting Cristal de Perú, Liga Deportiva Universitaria de Quito y Deportivo Quito de Ecuador, Universidad César Vallejo de Perú y este año regresó a su país para jugar en el Tacuarembó FC.

## Clubes
| Club                      | País     | Año         |
| ------------------------- | -------- | ----------- |
| Independiente Santa Fe    | Colombia | 2000 - 2001 |
| Atlético Huila            | Colombia | 2001        |
| Club Deportivo Maldonado  | Uruguay  | 2002        |
| Liverpool                 | Uruguay  | 2003        |
| FBC Melgar                | Perú     | 2003 - 2004 |
| LDU de Quito              | Ecuador  | 2005        |
| Deportivo Quito           | Ecuador  | 2006        |
| Sporting Cristal          | Perú     | 2007        |
| Universidad César Vallejo | Perú     | 2008        |
| Tacuarembó F. C.          | Uruguay  | 2009        |

## Palmarés

### Campeonatos nacionales
| Título               | Club                                  | País    | Año  |
| -------------------- | ------------------------------------- | ------- | ---- |
| Torneo Apertura 2005 | Liga Deportiva Universitaria de Quito | Ecuador | 2005 |

### Distinciones individuales
| Distinción                               | Año  |
| ---------------------------------------- | ---- |
| Goleador de la Primera División del Perú | 2004 |